# Caça de balenes a Islàndia

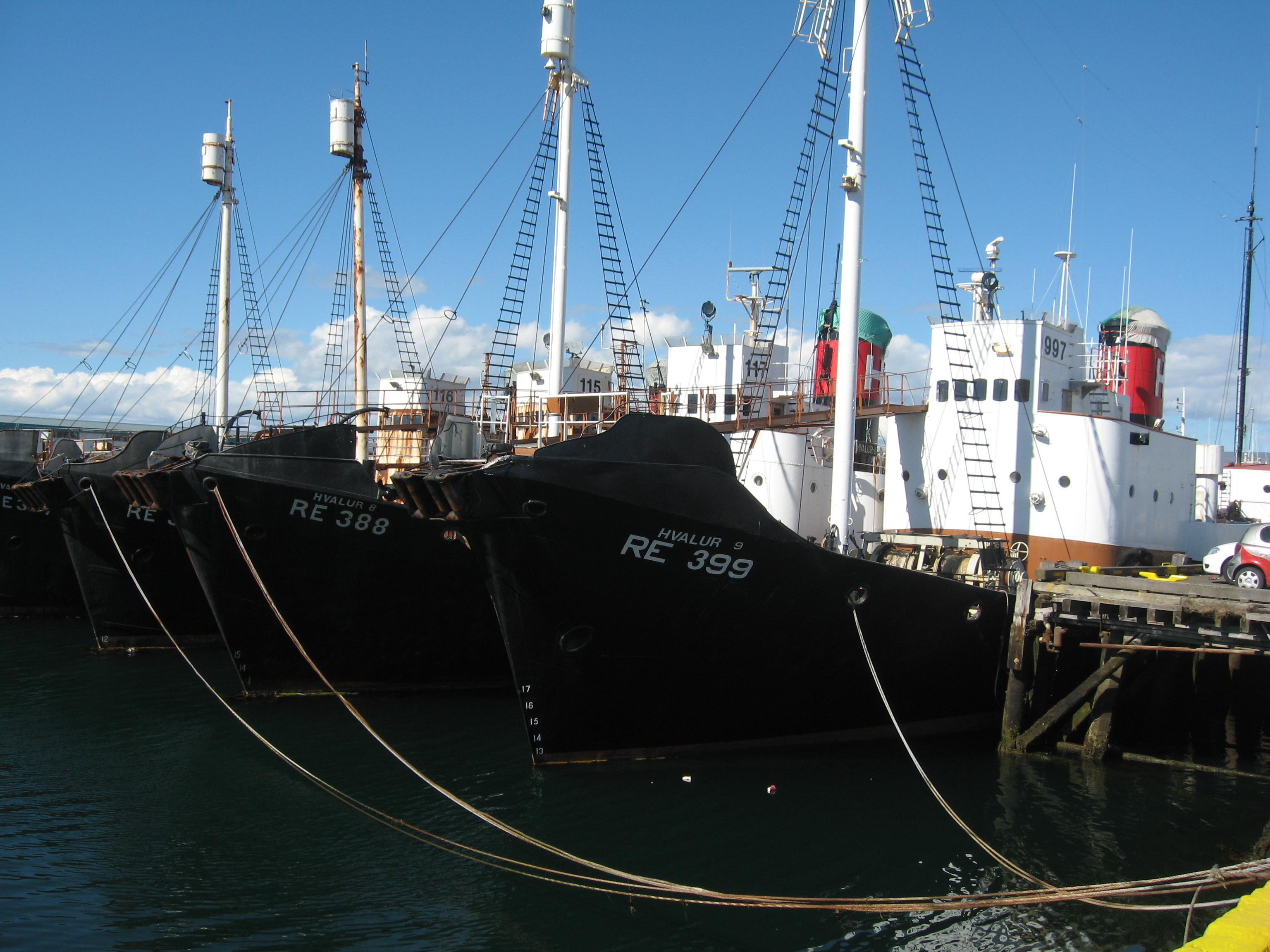
Baleners islandesos atracats al port de Reykjavík.

La pràctica de la caça de balenes a Islàndia no apareix a les sagues, però sembla remuntar-se al segle xii. Pot ser que en un primer moment s'haguessin explotat els cadàvers de cetacis encallats, per passar seguidament a la caça des d'embarcacions amb l'ajuda d'arpons, en la qual es deixava que l'animal mort flotés cap a la costa, on se n'extreia la carn. La relació entre els islandesos i aquesta caça es reflecteix particularment en la paraula islandesa hvalreki, que significa alhora 'balena encallada' i 'regal caigut del cel'. Els cetacis començaren a ser estudiats per autors interessats per la natura, com ara Jón Guðmundsson, a partir del segle xiii.
La caça comercial islandesa moderna fou introduïda al segle xix per empreses estrangeres, amb noves tècniques de caça seguides per mètodes industrials, que ràpidament conduïren a la sobreexplotació dels cetacis i el declivi de les seves poblacions. La comunitat internacional en prengué consciència al segle xx i adoptà diversos dispositius internacionals per a la protecció dels cetacis, incloent-hi la creació de la Comissió Balenera Internacional (CBI). La caça comercial continua a Islàndia, tot i que aviat podria arribar a la seva fi.
Islàndia va decretar el juny del 2023 una suspensió temporal en base a un informe sobre el benestar animal, atès que el temps en què podia trigar en morir l'animal es calculava en 2 hores. A partir de setembre es va aixecar aquesta suspensió, a l'espera de les possibles reformes legals que requeriria la prohibició de la pràctica. En la coalició de govern d'aquell moment, el partit Moviment Esquerra-Verd de la ministra d’Alimentació, Pesca i Agricultura, Svandis Svavarsdottir, era favorable a la prohibició, però els altres dos socis de govern, el centrista Partit Progressista com el conservador Partit de la Independència es van mostrar crítics amb la suspensió temporal inicial.